# 竹内潤
竹内 潤（たけうち じゅん、1970年8月11日 -）は、日本のコンピュータゲームディレクター兼プロデューサー。
代表作に、スーパーファミコン用の『ストリートファイターII』や、PlayStation用の『バイオハザード』と『バイオハザード2』他。

## 来歴
創造社デザイン専門学校 のグラフィック学科を卒業し、1991 年にゲーム開発会社のカプコンに入社。
2012年には第一開発部責任者に就任。このセクションは主にバイオハザードの開発に携わっていたが、デビルメイクライシリーズなど海外の愛好者に焦点を当てたタイトルも手がけた。

## 代表作
| 年   | ゲーム                                               | Role                                     |
| ---- | ---------------------------------------------------- | ---------------------------------------- |
| 1991 | 超魔界村                                             | 背景デザイナー                           |
| 1991 | ストリートファイターⅡ The World Warrior              | ビジュアルデザイナー                     |
| 1992 | ロックマン5 ブルースの罠!?                           | ビジュアルデザイナー                     |
| 1992 | ストリートファイター Ⅱ CHAMPION EDITION              | ビジュアルデザイナー                     |
| 1993 | ファイナルファイト2                                  | 背景デザイナー                           |
| 1993 | スーパー ストリート ファイター Ⅱ The New Challengers | スタッフ                                 |
| 1996 | バイオハザード                                       | キャラクターモデラー、モーションデザイン |
| 1998 | バイオハザード2                                      | モーションデザイン                       |
| 2001 | 鬼武者                                               | ディレクター                             |
| 2002 | 鬼武者2                                              | プレイヤーモーションデザイナー           |
| 2004 | 機動戦士ガンダム ガンダムvs.Ζガンダム                | プロデューサー                           |
| 2004 | 鬼武者3                                              | プロデューサー, キャラクターアニメーター |
| 2006 | ロスト プラネット エクストリーム コンディション      | プロデューサー                           |
| 2007 | バイオハザード アンブレラ・クロニクルズ              | アドバイザー                             |
| 2009 | バイオハザード5                                      | プロデューサー                           |
| 2010 | ロスト プラネット 2                                  | プロデューサー                           |
| 2017 | バイオハザード7 レジデント イービル                  | 開発総責任者                             |
| 2019 | デビルメイクライ5                                    | 開発総責任者                             |
| 2019 | バイオハザード RE:2                                  | 開発総責任者                             |
| 2019 | 深世海 Into the Depths                               | 開発総責任者                             |
| 2020 | バイオハザード RE:3                                  | 開発総責任者                             |
| 2021 | バイオハザード ヴィレッジ                            | 開発総責任者                             |
| 2021 | 帰ってきた 魔界村                                    | 開発総責任者                             |

## 参考
- Dunn, Brian. Post details: Exclusive Lost Planet プロデューサー Interview - Jun Takeuchi (January 30, 2007). lostplanetcommunity.com. Retrieved on July 27, 2007.